# Kvinnobataljonerna

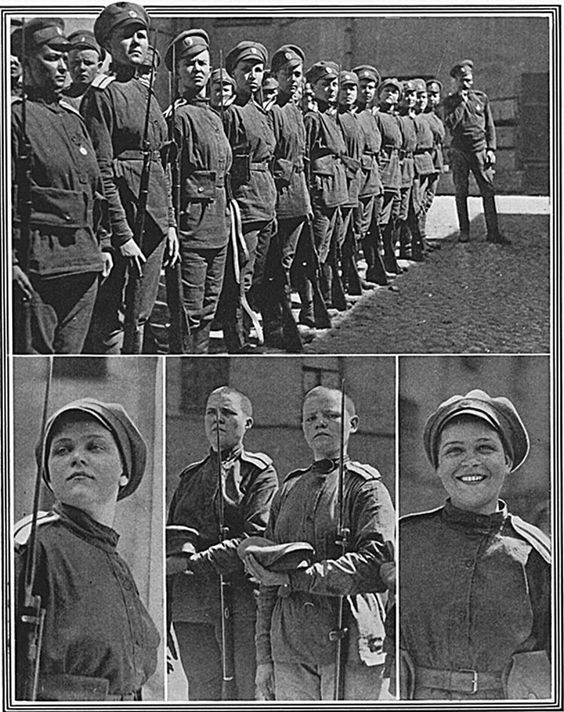
Publicity photo of Bochkareva's battalion after their combat in Galicia, 1917

Kvinnobataljonerna var en grupp på femton ryska armébataljoner bestående av kvinnliga soldater, som bildades av den ryska provisoriska regeringen efter ryska revolutionen 1917 och som tjänstgjorde på rysk sida under första världskriget.  Det var den första gången kvinnliga soldater öppet tjänstgjorde i Europa. 

## Historik
Under 1917 hade ett antal enskilda kvinnliga soldater med framgång sökt tillstånd att få tjänstgöra i den ryska armén. Det uppstod en opinion som med framgångsrikt ansökte hos regeringen om att skapa helkvinnliga arméförband. Den ryska militären och regeringen bedömde att kvinnliga soldater skulle ge ett viktigt moraliskt propagandavärde för de då demoraliserade manliga soldaterna, och få dessa att känna skam över krigströttheten. Maria Bochkareva, befälhavaren för den första bataljonen, blev den första kvinna i Europa som utnämndes till militärbefäl. 
Femton kvinnobataljoner bildades. Bland dem fanns Första kvinnliga dödsbataljonen, Petrograds Första Kvinnobataljon, Moskvas andra kvinnliga dödsbataljon och Kubans tredje kvinnliga dödsbataljon i Ekaterinodar. Under hösten 1917 tjänstgjorde omkring 5000 kvinnor i kvinnobataljonerna. Endast två av dem, Första kvinnliga dödsbataljonen och Permbataljonen, tjänstgjorde dock vid fronten. Petrograds Första Kvinnobataljon blev berömda för sin roll under oktoberrevolutionen i Petrograd 25-26 oktober 1917, när de försvarade den provisoriska regeringen i Vinterpalatset. 
Kvinnobataljonerna upplöstes av bolsjevikerna efter det kommunistiska maktövertagandet och dess soldater delegerades formellt till icke stridande delar av armén, men många av dess soldater slogs på båda sidor under det ryska inbördeskriget. 